# Eagles (box set)
Eagles je kompilacijski box set ameriške glasbene skupine Eagles, ki je izšel 15. marca 2005 pri založbi Warner Music Group. Box set vsebuje skupinine skladbe, ki so izšle pri založbah Asylum Records in Elektra Records med letoma 1972 in 1980.

## Seznam skladb

### Disk 1:Eagles
| Št. | Naslov                                                       | Dolžina |
| --- | ------------------------------------------------------------ | ------- |
| 1.  | „Take It Easy‟ (Jackson Browne, Glenn Frey)                  | 3:34    |
| 2.  | „Witchy Woman‟ (Don Henley, Bernie Leadon)                   | 4:10    |
| 3.  | „Chug All Night‟ (Glenn Frey)                                | 3:18    |
| 4.  | „Most of Us Are Sad‟ (Glenn Frey)                            | 3:38    |
| 5.  | „Nightingale‟ (Jackson Browne)                               | 4:08    |
| 6.  | „Train Leaves Here This Morning‟ (Gene Clark, Bernie Leadon) | 4:13    |
| 7.  | „Take the Devil‟ (Randy Meisner)                             | 4:04    |
| 8.  | „Earlybird‟ (Bernie Leadon, Randy Meisner)                   | 3:03    |
| 9.  | „Peaceful Easy Feeling‟ (Jack Tempchin)                      | 4:20    |
| 10. | „Tryin'‟ (Randy Meisner)                                     | 2:54    |

### Disk 2:Desperado
| Št. | Naslov                                                                                      | Dolžina |
| --- | ------------------------------------------------------------------------------------------- | ------- |
| 1.  | „Doolin-Dalton‟ (Glenn Frey, J. D. Souther, Don Henley, Jackson Browne)                     | 3:26    |
| 2.  | „Twenty-One‟ (Bernie Leadon)                                                                | 2:11    |
| 3.  | „Out of Control‟ (Don Henley, Glenn Frey, Tom Nixon)                                        | 3:04    |
| 4.  | „Tequila Sunrise‟ (Don Henley, Glenn Frey)                                                  | 2:52    |
| 5.  | „Desperado‟ (Don Henley, Glenn Frey)                                                        | 3:36    |
| 6.  | „Certain Kind of Fool‟ (Randy Meisner, Don Henley, Glenn Frey)                              | 3:02    |
| 7.  | „Doolin-Dalton (Instrumental)‟ (Glenn Frey, J. D. Souther, Don Henley, Jackson Browne)      | 0:48    |
| 8.  | „Outlaw Man‟ (David Blue)                                                                   | 3:34    |
| 9.  | „Saturday Night‟ (Randy Meisner, Don Henley, Glenn Frey, Bernie Leadon)                     | 3:20    |
| 10. | „Bitter Creek‟ (Bernie Leadon)                                                              | 5:00    |
| 11. | „Doolin-Dalton/Desperado (Reprise)‟ (Glenn Frey, J. D. Souther, Don Henley, Jackson Browne) | 4:50    |

### Disk 3:On the Border
| Št. | Naslov                                                              | Dolžina |
| --- | ------------------------------------------------------------------- | ------- |
| 1.  | „Already Gone‟ (Jack Tempchin, Robb Strandlund)                     | 4:15    |
| 2.  | „You Never Cry Like a Lover‟ (J.D. Souther, Don Henley)             | 4:00    |
| 3.  | „Midnight Flyer‟ (Paul Craft)                                       | 3:55    |
| 4.  | „My Man‟ (Bernie Leadon)                                            | 3:29    |
| 5.  | „On the Border‟ (Don Henley, Bernie Leadon, Glenn Frey)             | 4:23    |
| 6.  | „James Dean‟ (Jackson Browne, Glenn Frey, J.D. Souther, Don Henley) | 3:38    |
| 7.  | „Ol' '55‟ (Tom Waits)                                               | 4:21    |
| 8.  | „Is It True?‟ (Randy Meisner)                                       | 3:14    |
| 9.  | „Good Day in Hell‟ (Don Henley, Glenn Frey)                         | 4:25    |
| 10. | „Best of My Love‟ (Don Henley, Glenn Frey, J.D. Souther)            | 4:34    |

### Disk 4:One of These Nights
| Št. | Naslov                                                                | Dolžina |
| --- | --------------------------------------------------------------------- | ------- |
| 1.  | „One of These Nights‟ (Don Henley, Glenn Frey)                        | 4:51    |
| 2.  | „Too Many Hands‟ (Randy Meisner, Don Felder)                          | 4:43    |
| 3.  | „Hollywood Waltz‟ (Bernie Leadon, Tom Leadon, Don Henley, Glenn Frey) | 4:04    |
| 4.  | „Journey of the Sorcerer‟ (Bernie Leadon)                             | 6:40    |
| 5.  | „Lyin' Eyes‟ (Don Henley, Glenn Frey)                                 | 6:22    |
| 6.  | „Take It to the Limit‟ (Randy Meisner, Don Henley, Glenn Frey)        | 4:49    |
| 7.  | „Visions‟ (Don Felder, Don Henley)                                    | 3:58    |
| 8.  | „After the Thrill Is Gone‟ (Don Henley, Glenn Frey)                   | 3:56    |
| 9.  | „I Wish You Peace‟ (Patti Davis, Bernie Leadon)                       | 3:45    |

### Disk 5:Hotel California
| Št. | Naslov                                                               | Dolžina |
| --- | -------------------------------------------------------------------- | ------- |
| 1.  | „Hotel California‟ (Don Felder, Don Henley, Glenn Frey)              | 6:30    |
| 2.  | „New Kid in Town‟ (Don Henley, Glenn Frey, J. D. Souther)            | 5:03    |
| 3.  | „Life in the Fast Lane‟ (Don Henley, Glenn Frey, Joe Walsh)          | 4:46    |
| 4.  | „Wasted Time‟ (Don Henley, Glenn Frey)                               | 4:55    |
| 5.  | „Wasted Time (Reprise)‟ (Don Henley, Glenn Frey, Jim Ed Norman)      | 1:22    |
| 6.  | „Victim of Love‟ (Don Felder, Don Henley, Glenn Frey, J. D. Souther) | 4:11    |
| 7.  | „Pretty Maids All in a Row‟ (Joe Walsh, Joe Vitale)                  | 3:58    |
| 8.  | „Try and Love Again‟ (Randy Meisner)                                 | 5:10    |
| 9.  | „The Last Resort‟ (Don Henley, Glenn Frey)                           | 7:28    |

### Disk 6:The Long Run
| Št. | Naslov                                                                 | Dolžina |
| --- | ---------------------------------------------------------------------- | ------- |
| 1.  | „The Long Run‟ (Don Henley, Glenn Frey)                                | 3:42    |
| 2.  | „I Can't Tell You Why‟ (Timothy B. Schmit, Don Henley, Glenn Frey)     | 4:56    |
| 3.  | „In the City‟ (Joe Walsh, Barry De Vorzon)                             | 3:46    |
| 4.  | „The Disco Strangler‟ (Don Felder, Don Henley, Glenn Frey)             | 2:46    |
| 5.  | „King of Hollywood‟ (Don Henley, Glenn Frey)                           | 6:27    |
| 6.  | „Heartache Tonight‟ (Don Henley, Glenn Frey, Bob Seger, J. D. Souther) | 4:27    |
| 7.  | „Those Shoes‟ (Don Felder, Don Henley, Glenn Frey)                     | 4:57    |
| 8.  | „Teenage Jail‟ (Don Henley, Glenn Frey, J. D. Souther)                 | 3:44    |
| 9.  | „The Greeks Don't Want No Freaks‟ (Don Henley, Glenn Frey)             | 2:21    |
| 10. | „The Sad Café‟ (Don Henley, Glenn Frey, Joe Walsh, J. D. Souther)      | 5:35    |

### Disk 7 & 8:Eagles Live
| Disk 7 | Disk 7                                                                 | Disk 7  |
| Št.    | Naslov                                                                 | Dolžina |
| ------ | ---------------------------------------------------------------------- | ------- |
| 1.     | „Hotel California‟ (Don Felder, Don Henley, Glenn Frey)                | 7:00    |
| 2.     | „Heartache Tonight‟ (Don Henley, Glenn Frey, Bob Seger, J. D. Souther) | 4:33    |
| 3.     | „I Can't Tell You Why‟ (Timothy B. Schmit, Don Henley, Glenn Frey)     | 5:17    |
| 4.     | „The Long Run‟ (Don Henley, Glenn Frey)                                | 5:51    |
| 5.     | „New Kid in Town‟ (Henley, Frey, J. D. Souther)                        | 5:53    |
| 6.     | „Life's Been Good‟ (Joe Walsh)                                         | 8:56    |

| Disk 8 | Disk 8                                                                  | Disk 8  |
| Št.    | Naslov                                                                  | Dolžina |
| ------ | ----------------------------------------------------------------------- | ------- |
| 1.     | „Seven Bridges Road‟ (Steve Young)                                      | 3:54    |
| 2.     | „Wasted Time‟ (Don Henley, Glenn Frey)                                  | 5:21    |
| 3.     | „Take It to the Limit‟ (Randy Meisner, Don Henley, Glenn Frey)          | 5:14    |
| 4.     | „Doolin-Dalton (Reprise II)‟ (Glenn Frey, Don Henley, Jim Ed Norman)    | 0:41    |
| 5.     | „Desperado‟ (Glenn Frey, Don Henley)                                    | 3:57    |
| 6.     | „Saturday Night‟ (Randy Meisner, Don Henley, Glenn Frey, Bernie Leadon) | 3:47    |
| 7.     | „All Night Long‟ (Joe Walsh)                                            | 5:34    |
| 8.     | „Life in the Fast Lane‟ (Glenn Frey, Don Henley, Joe Walsh)             | 5:09    |
| 9.     | „Take It Easy‟ (Jackson Browne, Glenn Frey)                             | 5:16    |

### Disk 9: Bonus singl
| Št. | Naslov                                                              | Dolžina |
| --- | ------------------------------------------------------------------- | ------- |
| 1.  | „Please Come Home for Christmas‟ (Charles Brown, Gene Redd)         | 3:00    |
| 2.  | „Funky New Year‟ (Glenn Frey, Don Henley, Bob Seger, J. D. Souther) | 4:01    |